# Aermacchi-scooters

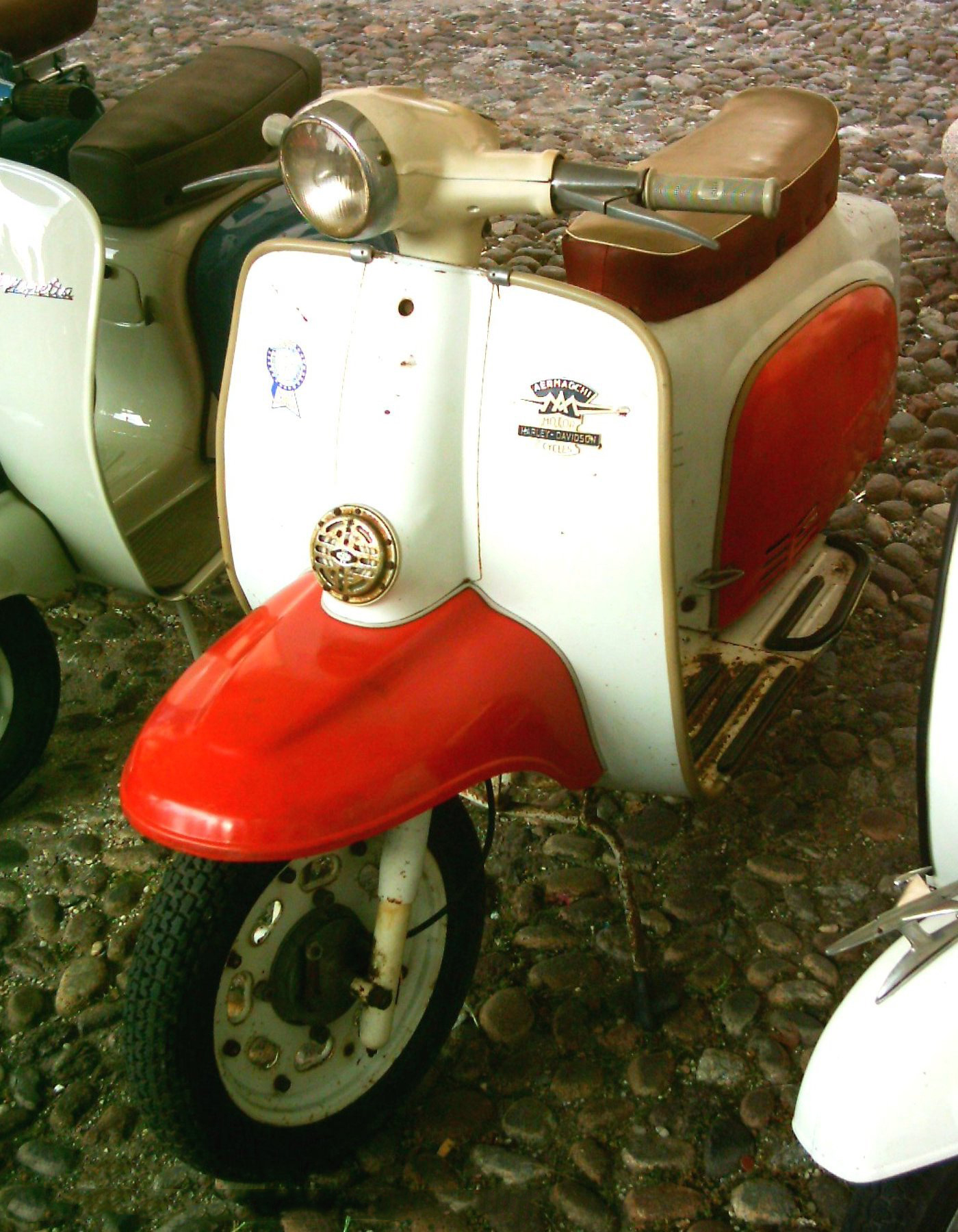
Aermacchi Brezza 150

Aermacchi-scooters waren scooters die werden geproduceerd door het Italiaanse bedrijf Aermacchi.

## Voorgeschiedenis
Na de Tweede Wereldoorlog werd de Italiaanse vliegtuigfabriek Aeronautica Macchi beperkt in haar productie. Een aantal maanden mochten er helemaal geen vliegtuigen worden geproduceerd, daarna moest men zich beperken tot het bouwen van enkele lesvliegtuigen die in licentie van De Havilland en Fokker werden geproduceerd. Dat was niet voldoende om het personeel aan het werk te houden en net als Piaggio en MV Agusta ging men zich richten op kleine, betaalbare voertuigen.

## Elektrische scooter
In 1943 bouwde men een prototype van een elektrische scooter. Het was een weinig aansprekend, eivormig model zonder enige bescherming voor de bestuurder. Het model sloeg niet aan en het bleef bij een prototype. Men trok hierna constructeur Lino Tonti aan om echte scooters te ontwerpen.

## Aermacchi 125
In 1951 verscheen de eerste scooter. Het was een bijzonder model, waarbij de tank onder het zadel zat, maar dat een dummytank had als gereedschapsbox. Daardoor had de rijder toch iets "tussen de knieën". De scooter had 17-inchwielen en leek daardoor veel op een gewone motorfiets, vergelijkbaar met de Moto Guzzi Galetto, die meteen een grote concurrent was vanwege zijn grotere cilinderinhoud.

## Aermacchi 125 N Cigno, 125 M (Monsone), 125 U Ghibli en 125 UL Ghibli
In 1953 leverde men drie typen van de 125: Het basismodel 125 U (Utilitaria) Ghibli, het luxe model 125 N Cigno en het sportieve model 125 M Monsone (moesson). In 1954 kreeg de 125 U wat meer chroom en veranderde de naam in 125 UL. De 125 U(L) Ghibli leek het meest op een normale scooter. De machine had beenkappen en omdat de tank verticaal bij het balhoofd hing was er een open ruimte tussen zadel en stuur. De 125cc-motor vormde een unit construction met de versnellingsbak en was aan de achterwielophanging gemonteerd. De 125 N Cigno (Zwaan) had een horizontaal geplaatste dummytank, zoals bij een motorfiets, en zag er als scooter nogal vreemd uit. De echte benzinetank zat nog steeds onder het zadel. Bij de 125 M Monsone zat er tussen zadel en stuur juist een echte benzinetank en deze machine had als enige een duozadel.

## Aermacchi Zeffiro 125 E en Zeffiro 150
De scooters met grote wielen waren tamelijk succesvol, en in 1955 werden ze gemoderniseerd. De nieuwe modellen heetten "Zeffiro" en werden geleverd met de 125cc-motor en een opgeboorde versie van 148 cc. Ze kregen nu ook een telescoopvork en de koplamp zat aan het stuur. De motor was nog steeds aan de swingarm bevestigd. De 150 cc versie had een steviger frame en een duozadel. In 1958 kwam er van beide modellen een nieuwe serie, met een verbeterde voorvork en gereedschapskastjes op het achterspatbord.

## Aermacchi Brezza 150
Nadat de scooterproductie in 1961 was beëindigd werd in 1963 op aandringen van de Britse importeur toch weer een nieuw model uitgebracht, de Brezza 150. Deze scooter volgde meer de lijnen van de tijd, met kleine wielen. Er succesvol was het model niet. Er werden in 1963 en 1964 slechts 2.169 exemplaren verkocht, hoewel het model tot in 1969 in de catalogus bleef staan. De Brezza 150 had wel een andere motor, een staande eencilinder.

### Technische gegevens
| Macchi                 | 125                               | 125 N Cigno                       | 125 M Monsone                     | 125 U Ghibli                      | 125 UL Ghibli                     | Zeffiro 125 E                     | Zeffiro 150                       | Brezza 150                        |
| ---------------------- | --------------------------------- | --------------------------------- | --------------------------------- | --------------------------------- | --------------------------------- | --------------------------------- | --------------------------------- | --------------------------------- |
| Periode                | 1951                              | 1951-1953                         | 1952-1954                         | 1953-1955                         | 1954-1955                         | 1955-1961                         | 1955-1961                         | 1963-1964                         |
| Aantal geproduceerd    | onbekend                          | ca. 8.000                         | onbekend                          | ca. 12.000                        | ca. 12.000                        | 2- à 3.000 elk                    | 2- à 3.000 elk                    | 2.169                             |
| Categorie              | scooter                           | scooter                           | scooter                           | scooter                           | scooter                           | scooter                           | scooter                           | scooter                           |
| Motortype              | tweetaktmotor                     | tweetaktmotor                     | tweetaktmotor                     | tweetaktmotor                     | tweetaktmotor                     | tweetaktmotor                     | tweetaktmotor                     | tweetaktmotor                     |
| Bouwwijze              | liggende eencilinder              | liggende eencilinder              | liggende eencilinder              | liggende eencilinder              | liggende eencilinder              | liggende eencilinder              | liggende eencilinder              | staande eencilinder               |
| Koeling                | lucht                             | lucht                             | lucht                             | lucht                             | lucht                             | geforceerde luchtkoeling          | geforceerde luchtkoeling          | geforceerde luchtkoeling          |
| boring                 | 52 mm                             | 52 mm                             | 52 mm                             | 52 mm                             | 52 mm                             | 52 mm                             | 57 mm                             | 57 mm                             |
| slag                   | 58 mm                             | 58 mm                             | 58 mm                             | 58 mm                             | 58 mm                             | 58 mm                             | 58 mm                             | 58 mm                             |
| Cilinderinhoud         | 123,2 cc                          | 123,2 cc                          | 123,2 cc                          | 123,2 cc                          | 123,2 cc                          | 123,2 cc                          | 148 cc                            | 148 cc                            |
| Smeersysteem           | mengsmering                       | mengsmering                       | mengsmering                       | mengsmering                       | mengsmering                       | mengsmering                       | mengsmering                       | mengsmering                       |
| Max. vermogen          | 3,7 kW/5 pk bij 4.500 tpm         | 3,7 kW/5 pk bij 4.500 tpm         | 3,7 kW/5 pk bij 4.500 tpm         | 3,7 kW/5 pk bij 4.500 tpm         | 3,7 kW/5 pk bij 4.500 tpm         | 3,3 kW/4,5 pk bij 4.000 tpm       | 4,8 kW/6,5 pk bij 5.300 tpm       | 4,6 kW/6,3 pk bij 5.250 tpm       |
| Topsnelheid            | 75 km/h                           | 75 km/h                           | 75 km/h                           | 75 km/h                           | 75 km/h                           | 75 km/h                           | 82 km/h                           | 80 km/h                           |
| Primaire aandrijving   | tandwielen                        | tandwielen                        | tandwielen                        | tandwielen                        | tandwielen                        | tandwielen                        | tandwielen                        | tandwielen                        |
| koppeling              | meervoudige droge platenkoppeling | meervoudige droge platenkoppeling | meervoudige droge platenkoppeling | meervoudige droge platenkoppeling | meervoudige droge platenkoppeling | meervoudige droge platenkoppeling | meervoudige droge platenkoppeling | meervoudige droge platenkoppeling |
| versnellingen          | 3                                 | 3                                 | 3                                 | 3                                 | 3                                 | 3                                 | 3                                 | 3                                 |
| Secundaire aandrijving | ketting                           | ketting                           | ketting                           | ketting                           | ketting                           | ketting                           | ketting                           | ketting                           |
| Rijwielgedeelte        | buisframe                         | buisframe                         | buisframe                         | buisframe                         | buisframe                         | buisframe                         | buisframe                         | buisframe                         |
| Voorvork               | schommelvoorvork                  | schommelvoorvork                  | schommelvoorvork                  | schommelvoorvork                  | schommelvoorvork                  | telescoopvork                     | telescoopvork                     | telescoopvork                     |
| Achtervork             | swingarm                          | swingarm                          | swingarm                          | swingarm                          | swingarm                          | swingarm                          | swingarm                          | swingarm                          |
| Remmen                 | trommelremmen                     | trommelremmen                     | trommelremmen                     | trommelremmen                     | trommelremmen                     | trommelremmen                     | trommelremmen                     | trommelremmen                     |
| Tankinhoud             | onbekend                          | onbekend                          | onbekend                          | onbekend                          | onbekend                          | onbekend                          | onbekend                          | onbekend                          |
| Droog gewicht in kg    | 70                                | 70                                | onbekend                          | 80                                | 80                                | 78                                | 80                                | 90                                |
| Voorganger             | geen                              | 125                               | geen                              | 125 N Signo                       | 125 N Signo                       | Ghibli                            | Ghibli                            | Zeffiro                           |
| Opvolger               | 125 N Cigno                       | 125 U Ghibli                      | geen                              | Zeffiro                           | Zeffiro                           | Brezza 150                        | Brezza 150                        | geen                              |